# Chanoch Nissany
Chanoch Nissany, hebr. חנוך ניסני (ur. 29 lipca 1963 w Tel Awiwie) – izraelski kierowca wyścigowy.

## Życiorys

### Początki kariery
Zaczął się ścigać przed ukończeniem czterdziestego roku, z początku traktując to jak hobby. Z czasem jednak stało się to jego głównym zajęciem. W swojej krótkiej karierze w niższych formułach nie odniósł większych sukcesów, nie licząc tytułu mistrza w Formule 2000 w roku 2003 i 2004 (w 2002 był drugi), czternastu wyścigów World Series Lights (zdobywszy tam 9 punktów) oraz 3 startów w F3000 w 2004 roku (najlepszy wynik to 12. miejsce na Monzy).

### Formuła 1
Dzięki wsparciu rodzimych sponsorów testował dla Jordana, Jaguara oraz Minardi. W sezonie 2005 pełnił rolę drugiego kierowcy testowego Minardi, a ze względu na popularność na Węgrzech, wziął udział w sesji treningowej do tamtejszego Grand Prix. Nissany odznaczał się wyjątkowo wolnym tempem, gdyż jego najlepszy czas był o 5 sekund gorszy od czasu przedostatniego kierowcy – Nicolasa Kiesy – i o przeszło 10 sekund gorszy od najlepszego testera sesji, Ricardo Zonty. Swój przejazd zakończył po ośmiu okrążeniach wjeżdżając w pułapkę żwirową. Nissany spotkał się z mało pochlebnymi opiniami niektórych kierowców, a Minardi postanowiło zastąpić go bardziej doświadczonym Enrico Toccacelo.
Pod koniec istnienia zespołu wziął udział w pożegnalnej imprezie na torze Vallelunga.

### Powrót do niższych serii
Po przejęciu zespołu przez Red Bulla Nissany stracił miejsce kierowcy testowego i wrócił do Węgier, aby kontynuować starty w Węgierskiej Formule 2000, odnosząc w niej dalsze sukcesy.

## Życie prywatne
W latach 90. wyemigrował do Węgier, gdzie także rozpoczął swoją karierę wyścigową.
Jego syn Roy (ur. 1994) również jest kierowcą wyścigowym.